# Ginnastica ritmica ai Giochi della XXXI Olimpiade - Concorso individuale
La competizione del concorso individuale di ginnastica ritmica dei giochi olimpici di Rio de Janeiro 2016 si è svolta nei giorni 19 e 20 agosto 2016 presso la HSBC Arena. Alla competizione hanno partecipato 26 ginnaste da 24 nazioni. Nel primo giorno si sono svolte le qualifiche su tutti e quattro gli attrezzi, il giorno seguente è stata disputata la finale a dieci in cui sono state assegnate le medaglie.

## Qualificazioni
| Pos. | Ginnasta                 | Nazione       | Ordine |        |        |        |        | Totale | Q |
| 1    | Margarita Mamun          | Russia        | 17     | 18.833 | 19.000 | 17.500 | 19.050 | 74.383 | Q |
| 2    | Jana Kudrjavceva         | Russia        | 23     | 18.166 | 18.616 | 19.000 | 18.216 | 73.998 | Q |
| 3    | Hanna Rizatdinova        | Ucraina       | 13     | 18.400 | 18.566 | 18.466 | 18.500 | 73.932 | Q |
| 4    | Melicina Stanjuta        | Bielorussia   | 5      | 18.400 | 17.650 | 18.350 | 18.175 | 72.575 | Q |
| 5    | Son Yeon-jae             | Corea del Sud | 10     | 17.466 | 18.266 | 18.358 | 17.866 | 71.956 | Q |
| 6    | Neviana Vladinova        | Bulgaria      | 21     | 17.666 | 17.700 | 17.800 | 17.800 | 70.966 | Q |
| 7    | Carolina Rodríguez       | Spagna        | 11     | 17.566 | 17.750 | 17.833 | 17.366 | 70.515 | Q |
| 8    | Marina Durunda           | Azerbaigian   | 3      | 17.466 | 17.466 | 17.683 | 17.733 | 70.348 | Q |
| 9    | Kacjaryna Halkina        | Bielorussia   | 1      | 17.733 | 17.733 | 17.200 | 17.466 | 70.132 | Q |
| 10   | Kséniya Moustafaeva      | Francia       | 24     | 17.600 | 17.516 | 17.500 | 17.366 | 69.982 | Q |
| 11   | Laura Zeng               | Stati Uniti   | 2      | 17.650 | 17.666 | 17.700 | 16.825 | 69.841 | R |
| 12   | Sabina Ashirbayeva       | Kazakistan    | 14     | 17.183 | 17.283 | 17.400 | 17.366 | 69.232 | R |
| 13   | Neta Rivkin              | Israele       | 16     | 17.041 | 17.866 | 17.533 | 16.783 | 69.223 |   |
| 14   | Salome Pazhava           | Georgia       | 6      | 17.233 | 17.783 | 17.433 | 16.666 | 69.115 |   |
| 15   | Varvara Filiou           | Grecia        | 4      | 17.208 | 17.333 | 17.333 | 16.750 | 68.624 |   |
| 16   | Kaho Minagawa            | Giappone      | 19     | 16.666 | 17.341 | 17.500 | 17.016 | 68.523 |   |
| 17   | Anastasiya Serdyukova    | Uzbekistan    | 25     | 17.166 | 17.100 | 17.316 | 16.908 | 68.490 |   |
| 18   | Jana Berezko-Marggrander | Germania      | 18     | 17.100 | 16.983 | 17.100 | 17.066 | 68.249 |   |
| 19   | Veronica Bertolini       | Italia        | 26     | 17.516 | 16.550 | 17.541 | 16.400 | 68.007 |   |
| 20   | Nicol Ruprecht           | Austria       | 20     | 16.833 | 16.666 | 17.166 | 17.033 | 67.698 |   |
| 21   | Ekaterina Volkova        | Finlandia     | 15     | 16.916 | 16.966 | 17.000 | 16.633 | 67.515 |   |
| 22   | Ana Luiza Filiorianu     | Romania       | 9      | 16.850 | 16.800 | 16.808 | 17.000 | 67.458 |   |
| 23   | Natália Gaudio           | Brasile       | 12     | 16.566 | 16.300 | 16.450 | 16.216 | 65.532 |   |
| 24   | Shang Rong               | Cina          | 8      | 16.566 | 16.766 | 15.716 | 15.966 | 65.014 |   |
| 25   | Danielle Prince          | Australia     | 7      | 14.500 | 15.250 | 15.716 | 15.550 | 61.016 |   |
| 26   | Elyane Boal              | Capo Verde    | 22     | 9.833  | 10.033 | 9.991  | 8.783  | 38.640 |   |

## Finale
| Posizione | Ginnasta            | Nazione       | Cerchio | Palla  | Clavette | Nastro | Totale |
| --------- | ------------------- | ------------- | ------- | ------ | -------- | ------ | ------ |
|           | Margarita Mamun     | Russia        | 19.050  | 19.150 | 19.050   | 19.233 | 76.483 |
|           | Jana Kudrjavceva    | Russia        | 19.225  | 19.250 | 17.833   | 19.250 | 75.608 |
|           | Hanna Rizatdinova   | Ucraina       | 18.200  | 18.450 | 18.450   | 18.483 | 73.583 |
| 4         | Son Yeon-jae        | Corea del Sud | 18.216  | 18.266 | 18.300   | 18.116 | 72.898 |
| 5         | Melicina Stanjuta   | Bielorussia   | 18.200  | 18.250 | 16.633   | 18.050 | 71.133 |
| 6         | Kacjaryna Halkina   | Bielorussia   | 17.966  | 17.966 | 17.659   | 17.350 | 70.932 |
| 7         | Neviana Vladinova   | Bulgaria      | 17.833  | 17.750 | 18.050   | 17.050 | 70.733 |
| 8         | Carolina Rodríguez  | Spagna        | 17.616  | 17.683 | 17.700   | 16.950 | 69.949 |
| 9         | Marina Durunda      | Azerbaigian   | 16.950  | 17.541 | 17.716   | 17.541 | 69.748 |
| 10        | Kséniya Moustafaeva | Francia       | 17.700  | 16.833 | 16.916   | 16.741 | 68.240 |